# Річард Норман Шоу
Річард Норман Шоу (Richard Norman Shaw, 17 травня 1831, Едінбург — 17 листопада 1912, Лондон) — англійський архітектор. Народився в Шотландії, в родині ірландського протестанта. З 1846 року жив і працював у Лондоні. Працював креслярем в різних архітектурних фірмах. З 1854 року слухав лекції з архітектури Чарлза Роберта Кокерелла в Королівській Академії мистецтв. У 1854—1856 роках, отримавши стипендію Королівської Академії, подорожував по Франції, Італії та Німеччині. У 1858 році видав свої подорожні малюнки в альбомі під назвою «Архітектурні замальовки з континенту» (Architectural Sketches from the Continent).